# Spojené státy americké na Letních olympijských hrách 2004
Spojené státy americké na Letních olympijských hrách v roce 2004 reprezentovalo 533 sportovců, z toho 254 žen a 279 mužů, ve 31 sportech.

## Medailisté
| Medaile | Jméno | Sport                   | Soutěž                                                |
| ------- | --- | ----------------------- | ----------------------------------------------------- |
| Zlato   | Justin Gatlin | Atletika                | Muži 100 m                                            |
| Zlato   | Shawn Crawford | Atletika                | Muži 200 m                                            |
| Zlato   | Jeremy Wariner | Atletika                | Muži 400 m                                            |
| Zlato   | Timothy Mack | Atletika                | Muži skok o tyči                                      |
| Zlato   | Dwight Phillips | Atletika                | Muži skok daleký                                      |
| Zlato   | Adam Nelson | Atletika                | Muži vrh koulí                                        |
| Zlato   | Joanna Hayesová | Atletika                | Ženy 100 m překážek                                   |
| Zlato   | Derrick Brew, Otis Harris, Andrew Rock, Jeremy Wariner, Darold Williamson, Kelly Willie | Atletika                | Muži štafeta 4 × 400 m                                |
| Zlato   | Deedee Trotter, Monique Henderson, Monique Hennagan, Moushaumi Robinson, Sanya Richardsová | Atletika                | Ženy štafeta 4 × 400 m                                |
| Zlato   | Sue Bird Swin Cash Tamika Catchings Yolanda Griffith Shannon Johnson Lisa Leslieová Ruth Riley Katie Smith Dawn Staley Sheryl Swoopes Diana Taurasi Tina Thompson                                                                                                  | Basketbal               | Turnaj žen                                            |
| Zlato   | Andre Ward | Box                     | Muži váha polotěžká do 81 kg                          |
| Zlato   | Chris Kappler, Beezie Madden, McLain Ward, Peter Wylde | Jezdectví               | Parkurové skákání - družstva                          |
| Zlato   | Mariel Zagunisová | Šerm                    | Ženy šavle                                            |
| Zlato   | Shannon Boxx Brandi Chastain Joy Fawcett Julie Foudy Mia Hammová Angela Hucles Kristine Lilly Kristin Luckenbill Kate Markgraf Heather Mitts Heather O'Reilly Cindy Parlow Christie Rampone Briana Scurry Lindsay Tarpley Aly Wagner Abby Wambachová Cat Whitehill | Fotbal                  | Turnaj žen                                            |
| Zlato   | Paul Hamm | Sportovní gymnastika    | Muži víceboj – jednotlivci                            |
| Zlato   | Carly Pattersonová | Sportovní gymnastika    | Ženy víceboj – jednotlivci                            |
| Zlato   | Chris Ahrens, Wyatt Allen, Dan Beery, Peter Cipollone, Matt Deakin, Joseph Hansen, Beau Hoopman, Jason Read, Bryan Volpenhein | Veslování               | Muži osmiveslice                                      |
| Zlato   | Kevin Burnham, Paul Foerster | Jachting                | Muži třída 470 class                                  |
| Zlato   | Matthew Emmons | Sportovní střelba       | Muži 50 m libovolná malorážka 60 ran vleže            |
| Zlato   | Kim Rhodeová | Sportovní střelba       | Ženy double trap                                      |
| Zlato   | Leah Amico Laura Berg Crystl Bustos Lisa Fernandezová Jennie Finchová Tairia Flowers Amanda Freed Lori Harrigan Lovieanne Jung Kelly Kretschman Jessica Mendoza Stacey Nuveman Cat Osterman Jenny Topping Natasha Watley                                           | Softball                | Turnaj žen                                            |
| Zlato   | Gary Hall, Jr. | Plavání                 | Muži 50 m volný způsob                                |
| Zlato   | Aaron Peirsol | Plavání                 | Muži 100 m znak                                       |
| Zlato   | Aaron Peirsol | Plavání                 | Muži 200 m znak                                       |
| Zlato   | Michael Phelps | Plavání                 | Muži 100 m motýlek                                    |
| Zlato   | Michael Phelps | Plavání                 | Muži 200 m motýlek                                    |
| Zlato   | Michael Phelps | Plavání                 | Muži 200 m polohový závod                             |
| Zlato   | Michael Phelps | Plavání                 | Muži 400 m polohový závod                             |
| Zlato   | Scott Goldblatt, Klete Keller, Dan Ketchum, Ryan Lochte, Michael Phelps, Peter Vanderkaay | Plavání                 | Muži štafeta 4 × 200 m volný způsob                   |
| Zlato   | Ian Crocker, Mark Gangloff, Brendan Hansen, Lenny Krayzelburg, Jason Lezak, Aaron Peirsol, Michael Phelps, Neil Walker | Plavání                 | Muži štafeta 4 × 100 m polohový závod                 |
| Zlato   | Natalie Coughlinová | Plavání                 | Ženy 100 m znak                                       |
| Zlato   | Amanda Beard | Plavání                 | Ženy 200 m prsa                                       |
| Zlato   | Lindsay Benko, Natalie Coughlinová, Rhi Jeffrey, Rachel Komisarz, Carly Piper, Kaitlin Sandeno, Dana Vollmer | Plavání                 | Ženy štafeta 4 × 200 m volný způsob                   |
| Zlato   | Steven López | Taekwondo               | Muži 80 kg                                            |
| Zlato   | Misty May, Kerri Walshová | Plážový volejbal        | Ženy                                                  |
| Zlato   | Cael Sanderson | Zápas                   | Muži volný styl do 84 kg                              |
| Stříbro | Bernard Williams | Atletika                | Muži 200 m                                            |
| Stříbro | Otis Harris | Atletika                | Muži 400 m                                            |
| Stříbro | Terrence Trammell | Atletika                | Muži 110 m překážek                                   |
| Stříbro | Meb Keflezighi | Atletika                | Muži marathon                                         |
| Stříbro | Matt Hemingway | Atletika                | Muži skok vysoký                                      |
| Stříbro | Toby Stevenson | Atletika                | Muži skok o tyči                                      |
| Stříbro | John Moffitt | Atletika                | Muži skok daleký                                      |
| Stříbro | Bryan Clay | Atletika                | Muži desetiboj                                        |
| Stříbro | Lauryn Williamsová | Atletika                | Ženy 100 m                                            |
| Stříbro | Allyson Felixová | Atletika                | Ženy 200 m                                            |
| Stříbro | Shawn Crawford, Justin Gatlin, Maurice Greene Coby Miller, Darvis Patton | Atletika                | Muži štafeta 4 × 100 m                                |
| Stříbro | Rebecca Giddensová | Kanoistika              | Ženy slalom K-1                                       |
| Stříbro | Dede Barry | Cyklistika              | Ženy časovka jednotlivců                              |
| Stříbro | Bobby Julich | Cyklistika              | Muži časovka jednotlivců                              |
| Stříbro | Kimberly Severson | Jezdectví               | Jezdecká všestrannost - jednotlivci                   |
| Stříbro | Chris Kappler | Jezdectví               | Parkurové skákání - jednotlivci                       |
| Stříbro | Paul Hamm | Sportovní gymnastika    | Muži hrazda                                           |
| Stříbro | Carly Pattersonová | Sportovní gymnastika    | Ženy kladina                                          |
| Stříbro | Terin Humphrey | Sportovní gymnastika    | Ženy bradla                                           |
| Stříbro | Annia Hatch | Sportovní gymnastika    | Ženy přeskok                                          |
| Stříbro | Jason Gatson, Morgan Hamm, Paul Hamm, Brett McClure, Blaine Wilson, Guard Young | Sportovní gymnastika    | Družstvo mužů víceboj                                 |
| Stříbro | Mohini Bhardwajová, Annia Hatch, Terin Humphrey, Courtney Kupets, Courtney McCool, Carly Pattersonová | Sportovní gymnastika    | Družstvo žen víceboj                                  |
| Stříbro | Alison Cox, Caryn Davies, Megan Dirkmaat, Kate Johnson, Laurel Korholz, Samantha Magee, Anna Mickelson, Lianne Nelson, Mary Whippleová | Veslování               | Ženy osmiveslice                                      |
| Stříbro | John C. Lovell, Charlie Ogletree | Jachting                | Třída Tornado                                         |
| Stříbro | Michael Anti | Sportovní střelba       | Muži 50 m libovolná malorážka 3×40 ran polohový závod |
| Stříbro | Larsen Jensen | Plavání                 | Muži 1500 m volný způsob                              |
| Stříbro | Brendan Hansen | Plavání                 | Muži 100 m prsa                                       |
| Stříbro | Ian Crocker | Plavání                 | Muži 100 m motýlek                                    |
| Stříbro | Ryan Lochte | Plavání                 | Muži 200 m polohový závod                             |
| Stříbro | Erik Vendt | Plavání                 | Muži 400 m polohový závod                             |
| Stříbro | Amanda Beard | Plavání                 | Ženy 200 m polohový závod                             |
| Stříbro | Kaitlin Sandeno | Plavání                 | Ženy 400 m polohový závod                             |
| Stříbro | Lindsay Benko, Maritza Correia, Natalie Coughlinová, Kara Lynn Joyce, Colleen Lanne, Jenny Thompsonová, Amanda Weir | Plavání                 | Ženy štafeta 4 × 100 m volný způsob                   |
| Stříbro | Amanda Beard, Haley Cope, Natalie Coughlinová, Kara Lynn Joyce, Tara Kirk, Rachel Komisarz, Jenny Thompsonová, Amanda Weir | Plavání                 | Ženy štafeta 4 × 100 m polohový závod                 |
| Stříbro | Nia Abdallah | Taekwondo               | Ženy 57 kg                                            |
| Stříbro | Mardy Fish | Tenis                   | Muži dvouhra                                          |
| Stříbro | Stephen Abas | Zápas                   | Muži volný styl 55 kg                                 |
| Stříbro | Jamill Kelly | Zápas                   | Muži volný styl 66 kg                                 |
| Stříbro | Sara McMann | Zápas                   | Ženy volný styl 63 kg                                 |
| Bronz   | Maurice Greene | Atletika                | Muži 100 m                                            |
| Bronz   | Justin Gatlin | Atletika                | Muži 200 m                                            |
| Bronz   | Derrick Brew | Atletika                | Muži 400 m                                            |
| Bronz   | Melissa Morrisonová | Atletika                | Ženy 100 m řekážek                                    |
| Bronz   | Deena Kastorová | Atletika                | Ženy marathon                                         |
| Bronz   | Carmelo Anthony Carlos Boozer Tim Duncan Allen Iverson LeBron James Richard Jefferson Stephon Marbury Shawn Marion Lamar Odom Emeka Okafor Amar'e Stoudemire Dwyane Wade                                                                                           | Basketbal               | Turnaj mužů                                           |
| Bronz   | Andre Dirrell | Box                     | Muži váha střední do 75 kg                            |
| Bronz   | Robert Dover Debbie McDonald, Guenter Seidel, Lisa Wilcox | Jezdectví               | Družstvo drezura                                      |
| Bronz   | Darren Chiacchia, Julie Richards, Kimberly Severson, Amy Tryon, John Williams | Jezdectví               | Jezdecká všestrannost - družstva                      |
| Bronz   | Sada Jacobsonová | Šerm                    | Ženy šavle                                            |
| Bronz   | Courtney Kupets | Sportovní gymnastika    | Ženy bradla                                           |
| Bronz   | Jimmy Pedro | Judo                    | Muži 73 kg                                            |
| Bronz   | Michael Phelps | Plavání                 | Muži 200 m volný způsob                               |
| Bronz   | Klete Keller | Plavání                 | Muži 400 m volný způsob                               |
| Bronz   | Brendan Hansen | Plavání                 | Muži 200 m prsa                                       |
| Bronz   | Ian Crocker, Nate Dusing, Gary Hall, Jr., Jason Lezak, Michael Phelps, Neil Walker, Gabe Woodward | Plavání                 | Muži štafeta 4 × 100 m volný způsob                   |
| Bronz   | Natalie Coughlinová | Plavání                 | Ženy 100 m volný způsob                               |
| Bronz   | Kaitlin Sandeno | Plavání                 | Ženy 400 m volný způsob                               |
| Bronz   | Diana Munz | Plavání                 | Ženy 800 m volný způsob                               |
| Bronz   | Alison Bartosik, Anna Kozlova | Synchronizované plavání | Ženy dvojice                                          |
| Bronz   | Alison Bartosik, Tamara Crow, Erin Dobratz, Rebecca Jasontek, Anna Kozlova, Sara Lowe, Lauren McFall, Stephanie Nesbitt, Kendra Zanotto | Synchronizované plavání | Družstvo žen                                          |
| Bronz   | Susan Williams | Triatlon                | Ženy                                                  |
| Bronz   | Holly McPeak, Elaine Youngs | Plážový volejbal        | Ženy                                                  |
| Bronz   | Robin Beauregard Margaret Dingeldein Ellen Estes Jacqueline Frank Natalie Golda Ericka Lorenz Heather Moody Thalia Munro Nicolle Payne Heather Petri Kelly Rulon Amber Stachowski Brenda Villa                                                                     | Vodní pólo              | Turnaj žen                                            |
| Bronz   | Rulon Gardner | Zápas                   | Muži řecko-římský 120 kg                              |
| Bronz   | Patricia Miranda | Zápas                   | Ženy volný styl 48 kg                                 |